# Crypturellus strigulosus
Crypturellus strigulosus е вид птица от семейство Тинамуви (Tinamidae).

## Разпространение
Видът е разпространен в Боливия, Бразилия и Перу.